# Fatou Haïdara
 (mars 2023).
Pour les articles homonymes, voir Haïdara.
Fatou Haïdara, née vers 1962, est une femme politique malienne. Elle a notamment été ministre de l'Emploi et de la Formation professionnelle de 1992 à 1993, ministre de l'Artisanat et du Tourisme de 1993 à 1994 et ministre de l'Industrie, du Commerce et de l'Artisanat de 1997 à 2000.

## Biographie

### Jeunesse et formation
Fatou Haïdara est titulaire d'une maîtrise en sciences économiques. 

### Carrière politique
Elle est ministre de l'Emploi et de la Formation professionnelle du 9 juin 1992 au 16 avril 1993, ministre de l'Artisanat et du Tourisme du 7 novembre 1993 au 25 octobre 1994 et ministre de l'Industrie, du Commerce et de l'Artisanat du 16 septembre 1997 au 21 février 2000.